# 江汉 (杨龙喜)
江汉（1854年八月—1855年三月）为中国清朝末年贵州起义起事者杨龙喜的年号。前后共2年。
貴州文獻及清代文物皆作「江汉」，唯黎庶昌《播變紀略》作「姜漢」。
清朝咸豐九年（1859年）黔北白號軍擁立朱明月為秦王，尊為「嗣統真主」。沿用楊龍喜「江漢」年號（1859年八月—1864年春季），稱「大明江漢六年」，使用至十一年春季。
贵州博物馆有文物提款“大明江汉八年”，牟應杭謂为刘仪顺用杨龙喜年号。

## 改元
- 清朝咸豐四年（1854年）八月六日，楊龍喜在貴州銅梓九壩場起兵，自稱都督大元帥，建元江漢元年。[4]
- 江漢二年（1855年）三月七日，楊龍喜殉難於石阡府葛彰司，餘部散在黔北各地繼續反抗清廷。[5]
- 江漢六年（1859年），朱明月稱秦王，用楊龍喜「江漢」年號。[2]
- 江漢十一年（1864年）春季，朱明月稱皇帝，改元嗣統。[2]

## 公元纪年对照
| 江汉 | 元年   | 二年   | 三年   | 四年   | 五年   | 六年   | 七年   | 八年   | 九年   | 十年   |
| ---- | ------ | ------ | ------ | ------ | ------ | ------ | ------ | ------ | ------ | ------ |
| 公元 | 1854年 | 1855年 | 1856年 | 1857年 | 1858年 | 1859年 | 1860年 | 1861年 | 1862年 | 1863年 |
| 干支 | 甲寅   | 乙卯   | 丙辰   | 丁巳   | 戊午   | 己未   | 庚申   | 辛酉   | 壬戌   | 癸亥   |
| 江漢 | 十一年 |        |        |        |        |        |        |        |        |        |
| 公元 | 1864年 |        |        |        |        |        |        |        |        |        |
| 干支 | 甲子   |        |        |        |        |        |        |        |        |        |

## 同期存在的其他政权年号
- 中國
  - 咸丰（1851年－1861年）：清朝—咸丰帝奕詝之年号
  - 同治（1862年－1874年）：清朝—同治帝载淳之年号
  - 太平天国（1851年－1864年）：太平天国—洪秀全、洪天贵福之年号
  - 洪德（1855年－1864年）：大成国— 陈开、黄鼎凤之年号
  - 顺天（1859年－1862年）：清朝时期—李永和之年号
  - 天縱（1860年－1863年）：清朝时期—宋继鹏之年号
- 越南
  - 嗣德（1848年－1883年）：阮朝—阮翼宗阮福时之年号
- 日本
  - 嘉永（1848年－1854年）：孝明天皇之年號
  - 安政（1854年－1860年）：孝明天皇之年號
  - 萬延（1860年－1861年）：孝明天皇之年號
  - 文久（1861年－1864年）：孝明天皇之年號

## 深入閱讀
- 李崇智. . 北京: 中華書局. 2004年12月. ISBN 7101025129.
- 鄧洪波. . 臺北: 國立臺灣大學東亞經典與文化研究計劃. 2005年3月  [2021-11-29]. ISBN 9789860005189. （原始内容 (pdf)存档于2007-08-25）.

## 參看
- 中國年號索引
- 其他意义的江汉

| 前一年號： -- | 清末贵州起义年号 1854年－1855年 1859年－1864年 | 下一年號： 嗣統 |